# Epupa Falls
Epupa Falls (port. Quedas do  Monte Negro) – wodospady na rzece Kunene, na granicy Namibii i Angoli. W języku herero nazwa „Epupa” oznacza „pianę”. 
Szerokość rzeki wynosi w tym miejscu około 500 metrów i tworzy szereg wodospadów na odcinku 1,5 km, z których najwyższy ma około 37 metrów. Niedaleko wodospadów znajduje się miejscowość Epupa.
Bezpośrednio w pobliżu wodospadów znajduje się pole namiotowe. Tamtejsze prysznice jak również toalety na świeżym powietrzu wykonane są z bambusa i drewna.